# Vic-Fezensac
Vic-Fezensac è un comune francese di 3 746 abitanti situato nel dipartimento del Gers nella regione dell'Occitania.

## Società

### Evoluzione demografica
Abitanti censiti